# Sacktannen
Sacktannen ist ein rein industriell und gewerblich genutzter Stadtteil der mecklenburg-vorpommerschen Landeshauptstadt Schwerin mit einer Fläche von etwa 90 Hektar.
Der Stadtteil befindet sich am südwestlichen Ufer des Neumühler Sees. Im Westen grenzt das Industriegebiet Sacktannen an die zum Landkreis Ludwigslust-Parchim gehörende Gemeinde Wittenförden, deren Gebiet durchquert werden muss, um mit Kraftfahrzeugen in die anderen Schweriner Ortsteile zu gelangen. Die gewerblichen Bauten sind durch einen Streifen, der mit Laubbäumen bewachsen ist, vom See getrennt. Im Norden der Gemarkung liegt der 59,5 m ü. NHN hohe Sackberg. Zum Neumühler See fällt das Gelände auf 44 Meter über dem Meeresspiegel ab. Die Straße nach Sacktannen zweigt von der Kreisstraße 66 ab. Über diese und die Landesstraße 43 erreicht man die Auffahrt zur vierspurig ausgebauten Schweriner Umgehungsstraße (B 106). Über Busverbindungen ist der Stadtteil in das städtische Nahverkehrsnetz eingebunden. Für den Güterverkehr zweigt bei Görries ein Gleis von der Bahnstrecke Schwerin–Holthusen ab.
Aus anfänglich zwölf verbliebenen Montage- und Lagerhallen der Wehrmacht entwickelte sich das Industriegebiet auf 74 Hektar Fläche in den Jahren 1959 bis 1961. Den größten Teil nahm das Kabelwerk Nord, das seit 1969 zum Kombinat Kabelwerk Oberspree in Berlin gehörte und sich zum zweitgrößten Produzenten von Kabeln in der DDR entwickelte, ein. Mit dem Plastverarbeitungswerk nahm 1960 ein Chemiebetrieb die Produktion auf, der unter anderem Haushalts- und Küchenprodukte herstellte. Da aus dem Neumühler See Trinkwasser entnommen wurde und Sacktannen in dessen Einzugsbereich lag, baute man den Industriestandort nicht weiter aus. Die Mitarbeiterzahl des Kabelwerks reduzierte sich nach Eigentümerwechseln (Siemens, Pirelli) seit der Wende bis 2002 von 2400 auf 370. Das Kabelwerk gehört heute zu Prysmian.